# Auflaufkurve

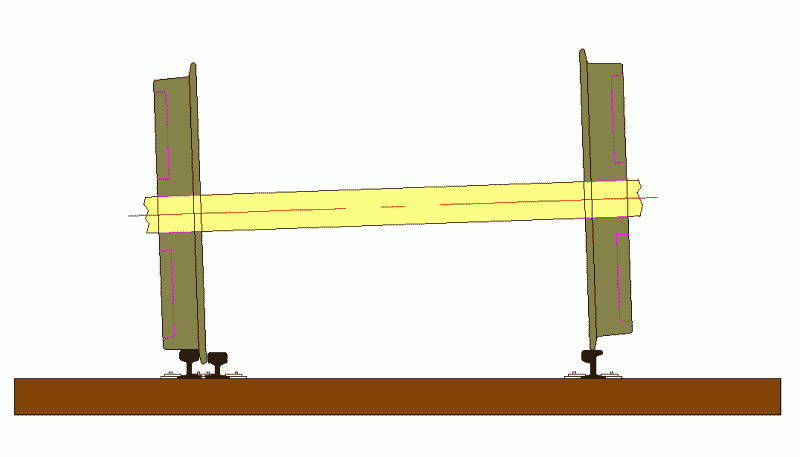
Prinzip Auflaufkurve

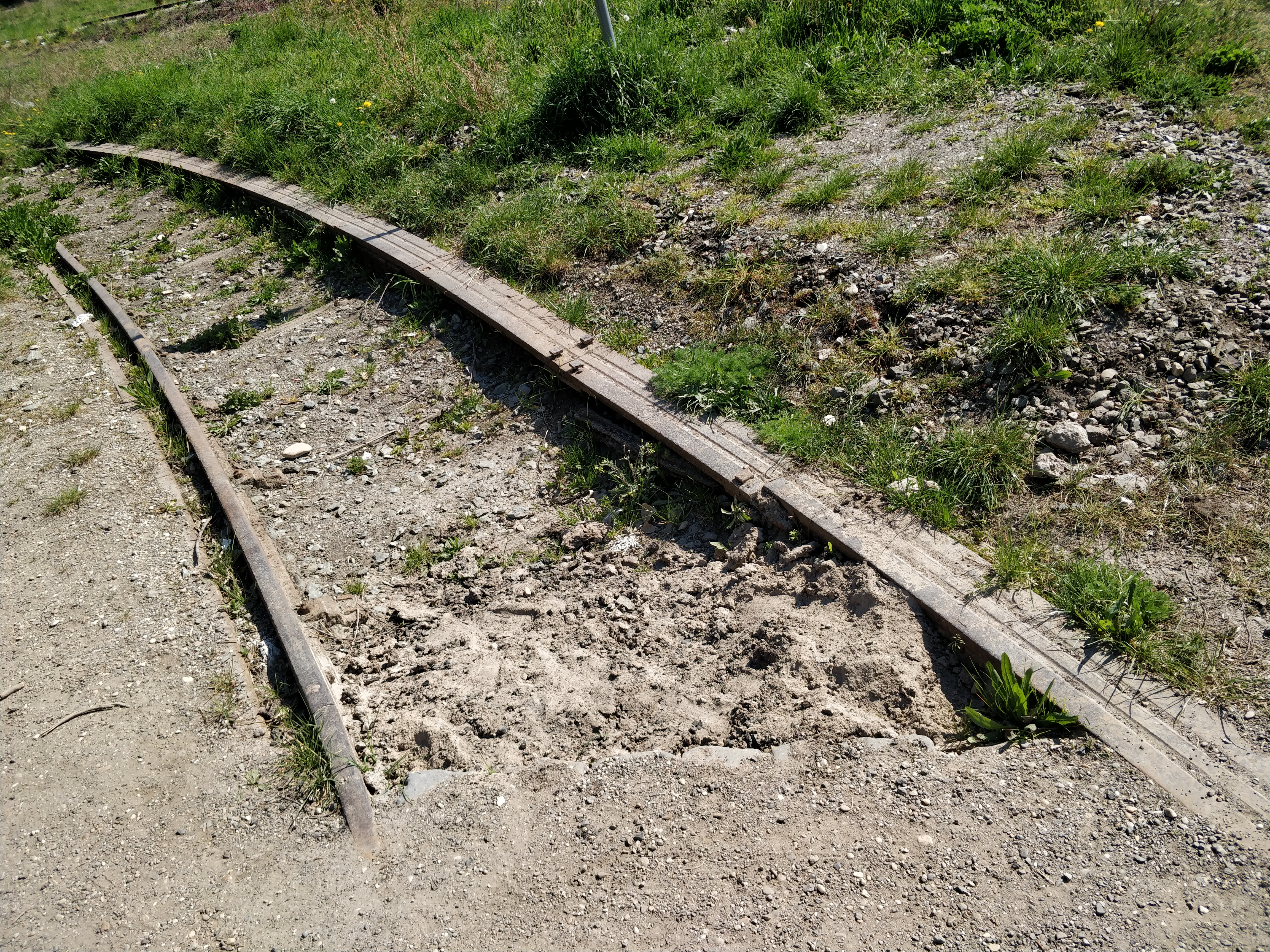
Breiter Schienenkopf einer Auflaufkurve

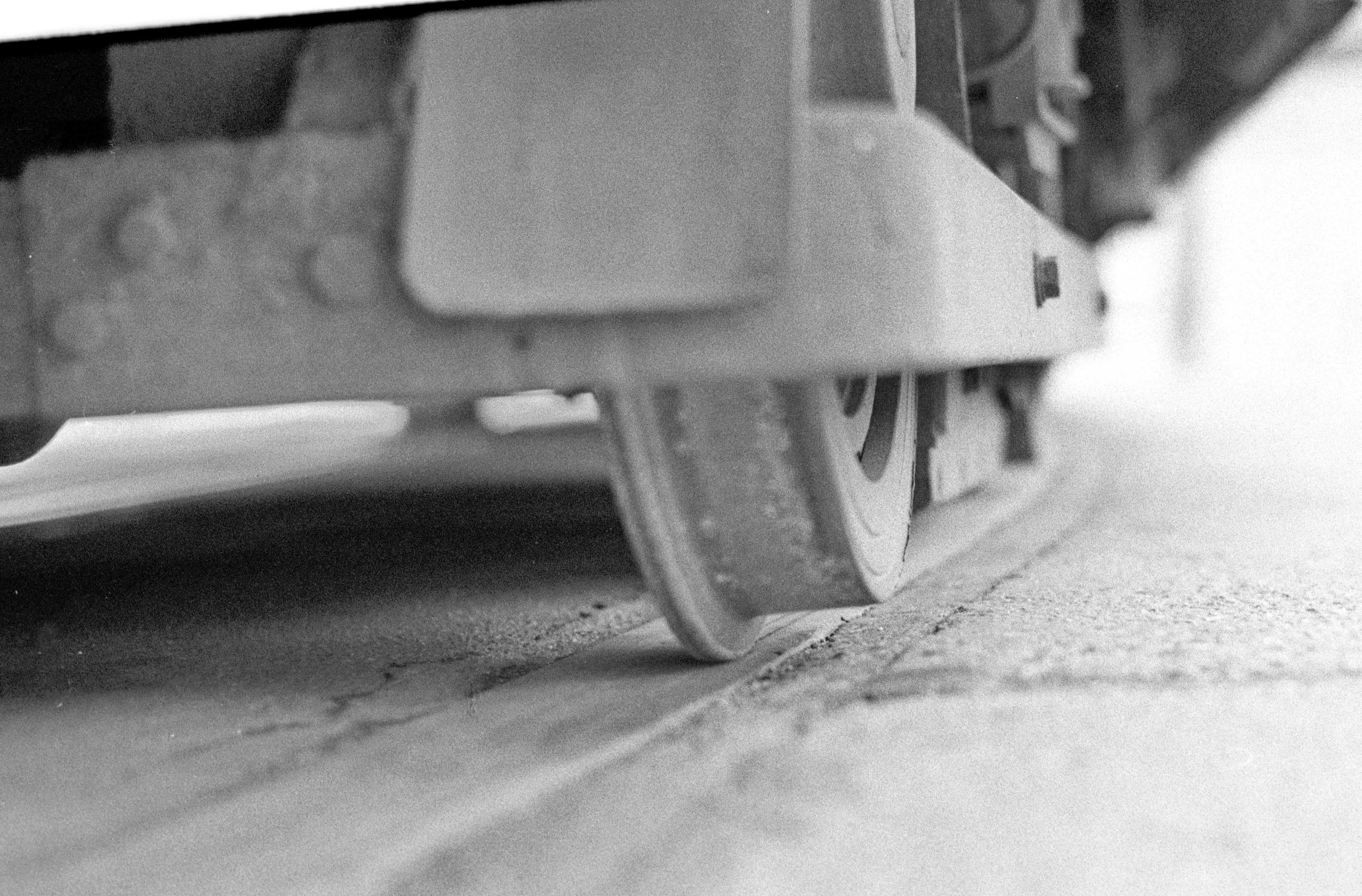
Rad einer Straßenbahn in einer Auflaufkurve

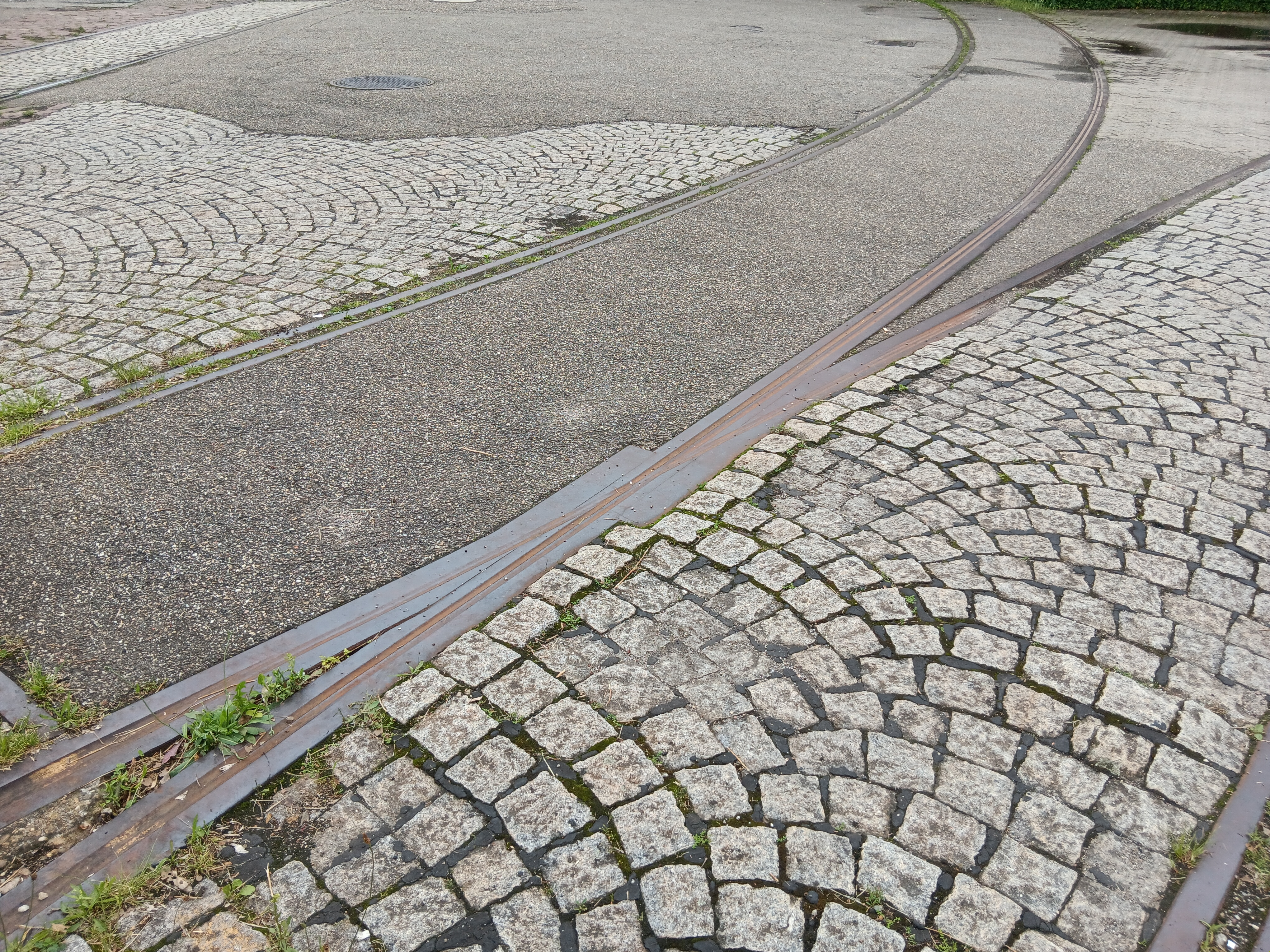
Auflaufkurve mit Herzstück auf dem Gelände der ehemaligen Badischen Maschinenfabrik Durlach

Die Auflaufkurve ist eine Sonderform des Eisenbahnoberbaus, die Gleisbögen mit besonders kleinen Radien ermöglicht.
Da die Radsätze von Eisenbahnwagen sich nicht bzw. nur sehr begrenzt (Lenkachse) radial einstellen können, stehen sie in Bögen schräg zum Gleis. Abhängig von Achsabstand und Bogenradius klemmen die Radsätze zwischen den beiden Schienen, was zu starkem Verschleiß an Radreifen und Schienenköpfen führt. Bei sehr scharfen Krümmungen wird das Befahren mit Fahrzeugen mit normalem Achsstand schließlich unmöglich. Üblicherweise werden deshalb selbst bei Werkbahnen Bogenhalbmesser unterhalb 80 bis 100 Metern vermieden.
Um auf engen Werksgeländen trotzdem Gleise verlegen zu können, wurde die Auflaufkurve entwickelt, bei der sich Bogenradien bis herab zu 35 Metern erreichen lassen. Dazu wird am Beginn der Krümmung der Spurkranz des auf der Außenschiene laufenden Rades über ein rampenartiges Schienenstück auf den Schienenkopf geführt. Da damit die Führung des Radsatzes durch den Spurkranz des bogenäußeren Rades entfällt, wird neben der inneren Schiene ein zweites Schienenprofil als Radlenker angebracht. Somit führt das bogeninnere Rad den Radsatz in beide Richtungen, während das äußere Rad ohne Zwängen auf dem Kopf der äußeren Schiene läuft.
Bekannt wurde vor allem die Konstruktion der Maschinenfabrik Deutschland GmbH in Dortmund, nach der die Auflaufkurve auch als Deutschlandkurve bezeichnet wurde. Eine ähnliche Ausführung wurde als Bauart Osnabrück von der Klöckner-Werke AG in Osnabrück hergestellt.
Es gab mindestens eine Auflaufkurve, die einfach mittels einer umgedrehten Schiene hergestellt wurde. Der Rest, der noch gut erhalten ist, befindet sich bei Kradolf in der Schweiz. Sie ist aber bereits ziemlich überwachsen.
Als Grundlage für die aufgelaufenen Räder wurden auch Schienen mit speziell angefertigten breiten Schienenköpfen verlegt.